# 趙良棟
趙良棟（1621年—1697年），字擎之，号西华，甘肃宁夏（今宁夏银川）人。清康熙初、中期將領。

## 生平
祖居陕西榆林卫，后迁居陕西都司宁夏卫（今银川市）。明天启元年（1621年）生于宁夏卫的一个军人家庭。。顺治二年（1645年），應募從軍，隶屬孟乔芳部，驻守潼关，任潼关守备。从征秦州、巩昌，擊敗賀珍、武大定，以功授宁夏水利屯田都司。五年，讨河西回部，擒丁国栋。
顺治十三年（1656），赵良栋随经略洪承畴征讨云南、贵州，授督标中军副将。1662年（康熙元年），赵良栋被擢升为云南广罗总兵，先后剿平马乃、陇纳、水西等地苗族起义。1665年（康熙四年），赵良栋因父丧辞官，回乡守孝。1669年（康熙八年），清廷又起复赵良栋为山西大同总兵。1672年（康熙十一年），赵良栋改任天津总兵。

### 平定宁夏兵变
1673年（康熙十二年），平西王吴三桂在云南反清。在吴三桂势力的支持下，1674年（康熙十三年）宁夏军官发起宁夏兵变，宁夏提督陈福被斩杀。赵良栋请示康熙皇帝，率精兵百人赶赴宁夏，并宣读皇帝诏谕，安抚士卒。查知兵变的首恶是把总刘德、参将熊虎、营兵阎国贤、陈进忠，于是让他们出外防守，分散其党羽。不久，赵良栋抓捕熊虎等人，定罪后请出圣旨将他们诛杀，平定兵变。康熙十五年（1676年），任宁夏提督。

### 三藩之乱期间的四川战事
十八年六月，康熙帝采纳赵良栋建议，命驻在陕西的抚远大将军图海规取汉中、兴安(今陕西安康)，往定四川。八月，图海定下“四路进取汉中、兴安”的战略，自率将军佛尼埒进军兴安，命毕力克图进军略阳、赵良栋进军徽县、王进宝进军栈道。十月，赵良栋带领宁夏精兵五千，进破密树关，并分兵袭取黄渚关，大败叛军，攻克徽县，不久又夺取略阳，击退叛将吴之茂。
十一月，赵良栋夺取阳平关，攻打沔县，并在宁羌与王进宝会师，被封为勇略将军，仍领宁夏提督。1680年（康熙十九年），赵良栋进军白水坝，叛军沿江列阵。当时，江水涨潮，难以行船，而叛军乱箭齐下。赵良栋传令道：“你们看我鞭子指向进军，有敢退后的斩！”全军应诺。
随后，赵良栋策马渡河，全军纷纷跟从，被敌军火炮击伤数十人，也无人后退。叛军大惊，溃散而逃。赵良栋率军追击，先后在石峡沟、青箐山击破叛军，攻取龙安府，渡过明月江，直奔绵竹。吴三桂任命的巡抚张文德出降，成都得以收复，此时距赵良栋出兵之日刚刚十天。十九年（1680年）正月，赵良栋所部进入四川。一月二十八日，清廷以赵良栋为云贵总督，加兵部尚书衔。

### 三藩之乱期间的云南、贵州战事
1681年（康熙二十年），赵良栋兵进朝天关，命赵弘灿绕道攻击叛军背后。赵弘灿收复泸州、叙州、永宁，与赵良栋在夹江会师，一同攻克雅州，进而收复建昌。不久，赵良栋兵渡金沙江，驻军武定。当时，大将军贝子彰泰统帅四十万大军屯兵于昆明城东的归化寺，并布下死士里连营，直逼昆明湖。吴世璠聚集残军，固守昆明，与清军相持。 康熙二十年（1681年）初清軍会师云南城（今昆明市）外，吴世璠急调马宝、胡国柱、夏国相等还救云南。清軍围困昆明长达九個月不能克，
九月，赵良栋率军赶到，巡视营垒后，向彰泰请战，彰泰不战，赵良栋以为会贻误战机，当夜便率部攻打南坝，并夺取浮桥，直逼昆明城下。彰泰对赵良栋道：“你的军队已经累了，先暂且退下，让蔡毓荣来打。”赵良栋道：“我军死战所得，怎能让给别人？”彰泰于是令全军进击，与迎战的叛军在桂花寺大战，全军都奋勇争先。叛军大败，吴世璠自杀，云南平定。
从吴三桂镇守云南起，一直到吴世璠败亡，吴氏经营云南二十余年，积蓄财宝无数。清军攻破昆明后，众将都争相掠夺财物，只有赵良栋一无所取，其所部兵马，纪律严明，没有劫掠的事情发生。

### 噶尔丹战事
康熙二十八年，授骑都尉（拜他喇布勒哈番）。三十年，噶尔丹扰边，西安将军尼雅翰出防宁夏，向赵良栋咨询军事。三十二年，宁夏总兵冯德昌赴甘州，赵良栋受命暂领镇兵，后来弹劾德昌克扣军粮，德昌坐罢。三十三年，奉命率兵驻土喇防御噶尔丹，旋召回京。三十四年，授世袭一等精奇尼哈番，赵良棟生性亢直，在四川时得罪了建威将军吳丹，权臣納蘭明珠说他在四川时不及时援助其它战区，疏请将他革职。赵良栋被降职。告病回宁夏。良栋希望留在北京，乞田宅。御史龚翔麟弹劾他骄纵，康熙赦免了他，赉白金二千，令回归宁夏府（银川）。

### 晚年
1697年（康熙三十六年），尚书马齐从宁夏回朝，奏称赵良栋病重。康熙帝下诏慰问，又赐人葠、鹿尾。不久，赵良栋病逝，终年七十七岁。当时康熙帝正征讨准噶尔，命皇长子允禔参加葬礼，谥襄忠。

## 纪念
1730年（雍正八年），雍正帝兴建贤良祠，赵良栋的灵位被安放在祠中。乾隆四十七年，进一等伯，世袭罔替。

## 家庭
子：
- 赵弘灿，曾任两广总督、兵部尚书。
- 赵弘燮，曾任光禄大夫、直隶总督。

孙
- 赵之壁，文学家。任两淮盐运使，著有《平山堂图志》
- 赵之垣，曾任直隶巡抚。

## 评价
康熙譽為“偉男子”。康熙帝：①良栋伟男子，著有功绩。②赵良栋操守颇好，恢复云南，秋毫无犯，在武臣中可谓良将矣。③忆昔鹰扬能百胜，每思方略冠三军。（康熙御赐对联，刻在银川清和门外赵良栋祠堂。祠堂现已被毁。）
乾隆帝：朕恭阅《皇祖实录》，内载恢复四川，进剿云南，赵良栋立功为最。
郑观应：国初海寇内犯，而姚启圣、施琅、蓝理、李之芳之将才出；三藩同叛，而岳乐，穆占、赵良栋、梁化凤、王进宝之将才出；准噶内闯，而超勇亲王策凌之将才出；四部犂庭，而兆惠、明瑞之将才出；金种捣穴，而阿萨、海兰察之将才出；川楚征剿，而额勒登保、德楞泰、杨遇春、杨芳之将才出；发，捻等逆纵横扰乱，而向、张、江、塔、罗、李诸帅之将才出。 
陈康祺：平滇之役，赵襄壮公良栋实为首功，而操守尤不可及。城破时，诸将争取子女玉帛，公独戒所部营城外，秋毫无所犯。又访得吴逆司管库之人，以藩宫簿籍进呈，于是诸将所干没尽发觉。而三桂宠姬二人，一归将军穆占，一归总督蔡毓荣者，事亦上闻。公独以廉洁蒙圣祖褒奖，盖公虽武夫，居然有曹武惠下江南气象矣。
萧一山：张勇、赵良栋、王进宝、孙思克奋于陕；蔡毓荣、徐治都、万正色奋于楚；杨捷、施琅、姚启圣、吴兴祚奋于闽；李之芳奋于浙；傅宏烈奋于粤；群策群力，敌忾同仇。 

## 小说形象
金庸小说《鹿鼎记》中，赵良栋原是天津副将，有将才，因不善拍马，被韦小宝赏识，提拔为总兵，后与韦小宝、张勇、王进宝、孙思克结为兄弟，但与王进宝脾气不和，总是争锋相对，以致平三藩之时仍争吵不休。

## 家族墓地被毁事件
2013年3月24日16时20分，寧夏銀川市掌政中学扩建项目一期工程现场，施工时发现土方中有4块石板（墓志铭）。根据碑文，银川市文物管理处工作人员初步断定此处是清朝名将赵良栋家族墓地；3月25日展开抢救性考古发掘工作，到达现场时，墓地已经面目全非。当地有关机构认为，由于历史原因及现场施工，使该墓葬遭到严重破坏，已不具备文物保护价值，将交由现场施工单位处理。没有设立任何保护、标示措施。